# Igor Vori
Igor Vori, hrvaški rokometaš, * 20. september 1980, Zagreb.
Leta 2004 je na poletnih olimpijskih igrah v Atenah v sestavi hrvaške reprezentance osvojil zlato olimpijsko medaljo. Leta 2012 je z reprezentanco osvojil še bronasto medaljo.